# Bepotastin
Bepotastin (Talion) je antihistaminik. On je odobren u Japanu za upotrebu u tretmanu alergijskog rinitisa i urtikarija/pruritusa u julu 2000. i januaru 2002, respektivno. Na tržište ga je izvela kompanija Tanabe Seiyaku Co., Ltd. pod imenom Talion. Tanabe Seiyaku je odobrila kompaniji Senju ekskluzvna globalna prava, izuzev pojedinih Azijskih zemalja, za razvoj, proizvodnju, i prodaju za oftalmičku upotrebu.

## Spoljašnje veze
|  | Molimo Vas, obratite pažnju na važno upozorenje u vezi sa temama iz oblasti medicine (zdravlja). |